# Crystallaria
Crystallaria è un genere di pesci ossei d'acqua dolce appartenenti alla famiglia Percidae.

## Distribuzione
Provengono dal Nord America.

## Descrizione
Presentano un corpo sottile e allungato, non particolarmente colorato e di solito non di grandi dimensioni: la specie più grande è C. asprella, che raggiunge i 16 cm.

## Riproduzione
Sono ovipari.

## Tassonomia
Sono note solo due specie che vi appartengono:
- Crystallaria asprella (Jordan, 1878)
- Crystallaria cincotta Welsh and Wood, 2008.